# Гільєрмо Субіабре
Гільєрмо Субіабре Асторга (ісп. Guillermo Subiabre Astorga, 25 лютого 1903, Осорно, Чилі — 11 липня 1964, Сантьяго, Чилі) — чилійський футболіст, що грав на позиції нападника.
Виступав, зокрема, за клуб «Коло-Коло», а також національну збірну Чилі.

## Клубна кар'єра
У дорослому футболі дебютував 1920 року виступами за команду клубу «Ліверпуль Вондерерс», в якій провів п'ять сезонів.
Згодом з 1925 по 1926 рік грав у складі команд клубів «Коло-Коло» та «Сантьяго Вондерерз».
1927 року повернувся до клубу «Коло-Коло», за який відіграв 7 сезонів.  Завершив професійну кар'єру футболіста виступами за команду «Коло-Коло» у 1934 році.
Помер 11 липня 1964 року на 62-му році життя.

## Виступи за збірну
1926 року дебютував в офіційних матчах у складі національної збірної Чилі. Протягом кар'єри у національній команді, яка тривала 5 років, провів у її формі 14 матчів, забивши 10 голів.
У складі збірної був учасником чемпіонату Південної Америки 1926 (провів 4 матчі, забив 2 гола) і Олімпійських ігор 1928, чемпіонату світу 1930 року в Уругваї де зіграв проти Мексики (3:0), Франції (0:1) та Аргентини (1:3), забив 1 гол.

## Титули і досягнення
- Бронзовий призер Чемпіонату Південної Америки: 1926